# Marcos Guilherme
Marcos Guilherme de Almeida Santos Matos (Itararé, 5 agosto 1995) è un calciatore brasiliano, centrocampista del V-Varen Nagasaki.

## Caratteristiche tecniche
È un esterno sinistro adattabile anche come trequartista.

## Carriera

### Nazionale
È stato convocato per il campionato sudamericano Under-20 2015 (9 presenze, 4 gol) e per il Mondiale Under-20 2015 (6 presenze, 2 gol).

## Palmarès

### Club

#### Competizioni statali
- Campionato Paranaense: 1

Atlético Paranaense: 2016